# Idil·li de Siegfried
L'Idil·li de Siegfried, WWV 103, és un poema simfònic per orquestra de cambra compost per Richard Wagner l'any 1870 com a regal d'aniversari a Cosima, la seva segona esposa.

## Història de la composició
Wagner va compondre l'Idil·li de Siegfried com un regal d'aniversari a Cosima, la seva segona esposa, després del naixement del seu fill Siegfried l'any 1869. L'obra fou interpretada per primer cop el matí del dia de Nadal de 1870 per un conjunt de tretze intèrprets de la Tonhalle Orchester de Zúric a l'escala de la vil·la on residia la parella, a Tribschen (avui part de Lucerna, Suïssa), despertant a Cosima amb la melodia d'obertura. Hans Richter va ser l'intèrpret de la breu part de trompeta (13 compassos) que sonà en aquella actuació privada.
El títol original de la composició era "Tribschener Idyll mit Fidi-Vogelgesang und Orange-Sonnenaufgang, als Symphonischer Geburtstagsgruss. Seiner Cosima dargebracht von Ihrem Richard" (Idil·li de Tribschen amb el cant de l'ocell Fidi i la sortida de sol ataronjada, com a regal d'aniversari simfònic. Ofert a la seva Cosima pel seu Richard). "Fidi" era el sobrenom afectuós amb que la família anomenava Siegfried, el seu fill, i es considera que el cant de l'ocell i la sortida de sol fan referència a moments significatius per la parella.
Aquesta composició incorpora material adaptat d'una peça de cambra que Wagner va deixar inacabada. Siegfried, l'òpera de Wagner que es va estrenar el 1876, incorpora música de l'Idil·li i el tema de Brünhilde de l'escena final d'aquesta òpera presenta elements de la composició de cambra originalment emprada a l''Idil·li. A més, l'Idil·li incorpora una cançó de bressol alemanya ("Schaf, Kindlein, schlaf"), interpretada per un oboè i relacionada amb Eva, la filla gran de Wagner. Aquestes i altres referències musicals, desconegudes durant anys, revelen la profunditat del significat d'aquesta obra tant per Richard com Cosima Wagner.
La intenció inicial de Richard Wagner era que l'Idil·li de Siegfried fos una composició reclosa al seu entorn privat. Tanmateix, les pressions financeres el feren decidir a vendre la composició a l'editor B. Schott l'any 1878, ampliant l'orquestació de l'obra a 35 intèrprets per fer-la més viable a nivell comercial. La composició original estava pensada per una petita orquesta de cambra de 13 intèrprets: flauta, oboè, dos clarinets, fagot, dues trompes, trompeta, dos violins, viola, violoncel i contrabaix. Actualment, aquesta obra s'acostuma a interpretar amb una orquestra amb més d'un intèrpret a cada instrument de corda, i les interpretacions modernes són força més lentes que aquells d'anys més primerencs.